# Martin Mushard
Martin Mushard (* 1699 in Bremen; † 20. Oktober 1770 in Geestendorf) war ein evangelisch-lutherischer Pastor sowie Prähistoriker und Archäologe.

## Biografie
Mushard war der Sohn des Genealogen Luneburg Mushard. Er besuchte die Domschule in Bremen  und seit 1717 studierte er an der Universität Jena. Danach soll er Lehrer in Stade gewesen sein. In und um Stade begann er mit seinen Grabungen. Er wurde 1729 in das Pastorenamt der Marienkirche zu Geestendorf berufen, das er bis zu seinem Tod ausübte.

### Wirken als Prähistoriker und Archäologe
Seit 1724 hat Mushard umfangreiche Ausgrabungsarbeiten auf den Stader Geest betrieben, wobei sein besonderes Augenmerk auf bronze- und früheisenzeitlichen Urnengräbern lag. Er führte 1724 Grabungen bei Ohrensen, 1726 in Kutenholz und 1728 um Apensen und Beckdorf durch. Später widmete er sich der Pipinsburg mit den benachbarten Wallburgen Heidenschanze und Heidenstatt sowie den Großsteingräbern wie dem Bülzenbett. Die Ergebnisse trug er zu seinem Hauptwerk Palaeogentilismus Bremensis zusammen, für welches er auch die erste bekannte Darstellung der Pipinsburg mit ihrer Umgebung zeichnete. Sein Werk hatte er 1755 fast vollständig fertiggestellt, konnte aber keinen Verleger dafür finden, obwohl ihm Johann Hinrich Pratje 1762 bescheinigte, dass der Inhalt zur Veröffentlichung geeignet sei. Weitere Forschungsergebnisse veröffentlichte er in Magazinbeiträgen. Er veröffentlichte auch Auszüge aus der von seinem Vater angefertigten Chronik von Buxtehude.
Der Nachlass Mushards mit seiner archäologischen Sammlung ging verloren. Sein Hauptwerk Palaeogentilismus Bremensis wurde, nach einer auszugsweisen Veröffentlichung 1838, erst 1928 vollständig veröffentlicht, wobei das Tafelwerk auf Nachzeichnungen um 1910 beruht. Das Original seines Manuskripts mit den von ihm gefertigten Zeichnungen wird in der Landesbibliothek Oldenburg unter der Signatur Cim I 108 verwahrt.
Die frühere Einschätzung Mushards als „bedeutendsten Prähistoriker Norddeutschlands“ muss heute relativiert werden. Seine Forschungen bewegten sich durchaus im zeitgenössischen Rahmen. So hielt er Großsteingräber für heidnische Altäre, auf denen Menschen als Opfer verbrannt wurden. Er hat sich aber als erster um die archäologische Forschung im Elbe-Weser-Dreieck verdient gemacht.
Von der Ostseite der Marienkirche verbindet die Mushardstraße in Geestemünde die Straße An der Mühle mit der Tal-, Berg- und Sachsenstraße.

## Werke
- Ernst Sprockhoff (Hrsg.): Palaeogentilismus Bremensis. In: Jahrbuch des Provinzial-Museums zu Hannover, Neue Folge, Band 3 (1928) S. 39–172 mit 36 Tafeln
- Die ältesten Wehr und Waffen aus den Steingräbern. 1757
- Das eröffnete Monument des vergötterten Türlürs. 1759
- Anleitung zum Ausgraben der Urnen. 1760
- Ueber Todtenverbrennung. 1764